# Denise Zöhrer
Denise Zöhrer (1996) è un'ex sciatrice alpina austriaca.

## Biografia
Attiva in gare FIS dal dicembre del 2011, la Zöhrer ha esordito in Coppa Europa l'8 dicembre 2016 a Kvitfjell in slalom gigante (46ª). Si è ritirata al termine della stagione 2017-2018 e la sua ultima gara è stata la prova della discesa libera di Saalbach-Hinterglemm disputata il 19 marzo, non completata dalla Zöhrer; non ha debuttato in Coppa del Mondo né preso parte a rassegne olimpiche né iridate.

## Palmarès

### Campionati austriaci
- 1 medaglia
  - 1 oro (combinata nel 2015)